# 本町 (板橋区)
本町（ほんちょう）は、東京都板橋区の町名。丁目の設定がない単独町名である。全域で住居表示が実施されている。江戸時代ここに板橋宿の上宿があり、参勤交代で数十の藩がここを通りあるいは宿泊するなど、重要な宿場であった。

## 地理
板橋区の南東部に位置する。南端で石神井川に接する。北で清水町、東で稲荷台、南で石神井川を隔てて仲宿、西で大和町と隣接する。町域の北部を東京都道318号環状七号線（環七通り）が東西に通じており、大和町陸橋が設置されている。また、町域の西辺を国道17号（中山道）および高架の首都高速5号池袋線が南北に通じており、それと並行して町域の中央を旧中山道が貫いている。
当町の北西の角には板橋本町駅がある。

## 歴史

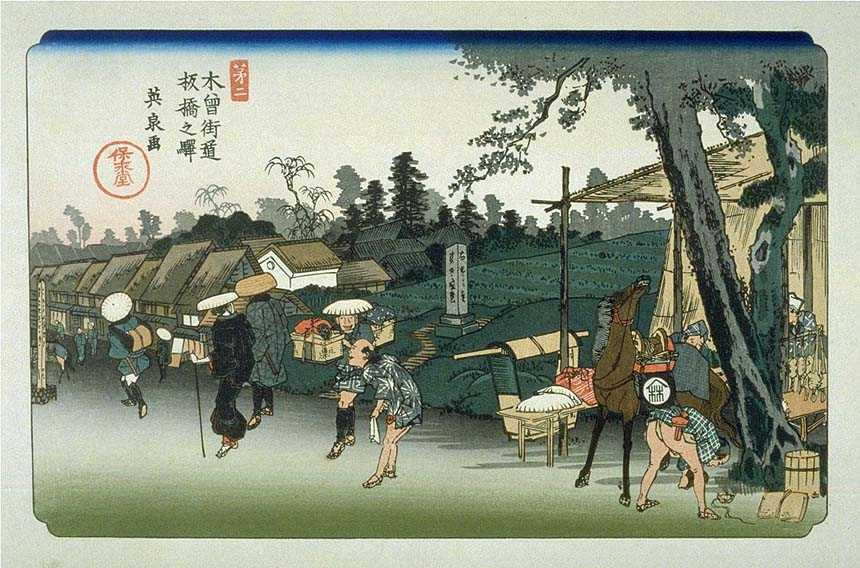
『木曾街道 板橋之驛』天保6-8年（1835-1837年）、渓斎英泉筆。

江戸時代は江戸日本橋から中山道筋を進むと最初の宿場が板橋宿で、板橋宿は細かく言うと3つに分かれ南から平尾宿、仲宿、上宿で、一番北側（京方面）の上宿が現在の本町の位置にあった。京都側から見ると、旧中山道板橋宿の入口にあり、上宿の入口に大木戸も置かれていたとされ、そこで朱引きがされており、ここから江戸の内になるという場所であった。脇本陣も置かれた。地名としては武蔵国豊島郡下板橋宿および前野村であった。
1932年、東京府東京市板橋区の一部となった。

### 沿革
1872年（明治5年）の宿駅制度廃止までは板橋郷および板橋宿参照。
- 1602年（慶長7年）：徳川家康の命により江戸日本橋を起点として街道および伝馬制度が整備され、中山道筋の最初の宿場として板橋宿が設置される。
- 1602年（慶長7年）：加賀藩・前田利光（後の前田利常）の江戸入府に伴い、当地で徳川秀忠の出迎えを受ける。
- 1635年（寛永12年）：参勤交代制が実施され、加賀藩などおよそ30の藩が中山道を用いて江戸入府を行うようになる。
- 1871年（明治4年）11月：廃藩置県後に所属していた浦和県から東京府に編入。大区小区制実施。
- 1872年（明治5年）：伝馬・宿駅制度廃止。
- 1878年（明治11年）：郡区町村編制法により北豊島郡が設置され、東京府北豊島郡下板橋宿および前野村となる。
- 1884年（明治17年）：大火により、町域の旧宿場以来の建物のほとんどが焼失する。
- 1889年（明治22年）4月1日：市制町村制施行により、板橋町が発足する。当地は東京府北豊島郡板橋町大字下板橋および志村大字前野となる。
- 1923年（大正12年）：王子（王志とも）乗合自動車商会（後に中山道乗合自動車を経て、戦後は国際興業バスに統合）が、王子駅 - 板橋役場 - 志村戸田橋間の路線バス事業を開始する。
- 1926年（大正15年）：板橋第三尋常小学校（後の板橋区立板橋第三小学校）開校。
- 1932年（昭和7年）：板橋が初めて鉄筋コンクリート製の橋となる。[6]
- 1932年（昭和7年）10月1日：東京府内市郡併合による板橋区発足に伴い、東京府東京市板橋区（旧）板橋町十丁目および志村清水町となる（1943年8月1日 東京都制施行）。
- 1933年（昭和8年）～1937年（昭和12年）：中山道の新道（国道17号）敷設工事実施。[7]石神井川に新板橋が架橋される。[8]
- 1934年（昭和9年）：石神井川沿いのソメイヨシノ植樹が始まる。
- 1944年（昭和19年）：都電志村線開通。新板橋（後に板橋町十丁目を経て板橋本町に改称）・富士見通（後の大和町）停留場開設。[9]
- 1956年（昭和31年）4月1日：地番整理により、（旧）板橋町十丁目および志村清水町の一部地域が本町に再編される。[10]
- 1965年（昭和40年）8月23日：環七通り大和町陸橋竣工、国道17号と立体交差となる。
- 1966年（昭和41年）5月28日：都電志村線廃止（最終運行日）。
- 1968年（昭和43年）12月27日：都営地下鉄6号線開通、板橋本町駅開業。
- 1970年（昭和45年）11月16日：板橋本町交差点から滝野川5丁目にかけてバス優先レーンが朝の時間帯に設定された[11]。
- 1972年（昭和47年）：板橋が現在の橋に改築される。
- 1977年（昭和52年）8月19日：首都高速5号池袋線北池袋出入口 - 高島平出入口が開通。
- 2002年（平成14年）：板橋区立板橋第三小学校が稲荷台小学校と統合のため閉校。校舎跡地に板橋区公文書館が栄町から移転。
- 2004年（平成16年）：板橋区立板橋第三小学校校舎跡地の一部に、いたばしボローニャ子ども絵本館館（2021年にいたばしボローニャ絵本館と改称し常盤台4丁目の板橋区立中央図書館内へ移転）。
- 2012年（平成24年）：東京腎泌尿器センター大和病院開院。

### 史跡、神社 等
- 大木戸跡 ：現在の板橋区本町27。
- 板橋宿上宿の碑[12][13]
- 縁切榎 ：現在の板橋区本町18-9。板橋宿#縁切榎参照。
- 白玉稲荷大明神 : 本町23-23

## 世帯数と人口
2025年（令和7年）3月1日現在（板橋区発表）の世帯数と人口は以下の通りである。
- 世帯数 : 4,693世帯
- 人口 : 7,290人

### 人口の変遷
国勢調査による人口の推移。
| 年                 | 人口  |
| ------------------ | ----- |
| 1995年（平成7年）  | 5,196 |
| 2000年（平成12年） | 5,390 |
| 2005年（平成17年） | 5,131 |
| 2010年（平成22年） | 5,971 |
| 2015年（平成27年） | 6,434 |
| 2020年（令和2年）  | 6,555 |

### 世帯数の変遷
国勢調査による世帯数の推移。
| 年                 | 世帯数 |
| ------------------ | ------ |
| 1995年（平成7年）  | 2,435  |
| 2000年（平成12年） | 2,677  |
| 2005年（平成17年） | 2,641  |
| 2010年（平成22年） | 3,325  |
| 2015年（平成27年） | 3,665  |
| 2020年（令和2年）  | 3,811  |

## 学区
区立小・中学校に通う場合、学区は以下の通りとなる（2021年8月時点）。
- 区域 : 全域
  - 小学校 : 板橋区立加賀小学校
  - 中学校 : 板橋区立加賀中学校

## 事業所
2021年（令和3年）現在の経済センサス調査による事業所数と従業員数は以下の通りである。
- 事業所数 : 191事業所
- 従業員数 : 2,300人

### 事業者数の変遷
経済センサスによる事業所数の推移。
| 年                 | 事業者数 |
| ------------------ | -------- |
| 2016年（平成28年） | 209      |
| 2021年（令和3年）  | 191      |

### 従業員数の変遷
経済センサスによる従業員数の推移。
| 年                 | 従業員数 |
| ------------------ | -------- |
| 2016年（平成28年） | 1,899    |
| 2021年（令和3年）  | 2,300    |

## 交通

### 鉄道
- 東京都交通局
  - 都営地下鉄三田線：板橋本町駅 全列車が停車する。
    - 南行：巣鴨・日比谷・目黒方面　東急目黒線等各線を経由して、相鉄本線海老名駅まで直通運転。
    - 北行：志村坂上・西高島平方面

### バス
- 国際興業バス・関東バス（共同運行）
  - 大和町（環七通り）：赤31 赤羽駅東口行き・高円寺駅北口行き
    - 停留所は大和町陸橋の東側、側道との合流地点に設けられている。
- 都営バス
  - 大和町（環七通り）：王78 王子駅行き・高円寺陸橋経由 新宿駅西口行き
    - 停留所は赤31系統と同じ場所に設けられている。新宿駅方面から当停留所終着便もあり、中山道西側（富士見町寄り）に降車専用停留所がある。
- 国際興業バス
  - 大和町（中山道）：赤51 西が丘経由赤羽駅西口行き・サンシャインシティ経由池袋駅東口行き、赤57 トンネル経由赤羽駅西口行き・日大病院行き、池20 池袋駅西口行き・高島平操車場行き、池21　池袋駅西口行き・舟渡町経由高島平駅行き
  - 大和町（環七通り）：王54 上板橋駅行き・王子駅行き
  - 上宿（旧称・板橋本町）：赤51 西が丘経由赤羽駅西口行き・サンシャインシティ経由池袋駅東口行き、赤57 トンネル経由赤羽駅西口行き・日大病院行き、池20 池袋駅西口行き・高島平操車場行き、池21 池袋駅西口行き・舟渡町経由高島平駅行き

### 道路
- 国道17号（中山道）
- 首都高速5号池袋線
- 東京都道318号環状七号線（環七通り）

### 橋梁
- 板橋
- 番場橋
  - いずれも石神井川に架かる。番場は下板橋宿にあった字名。

## 施設

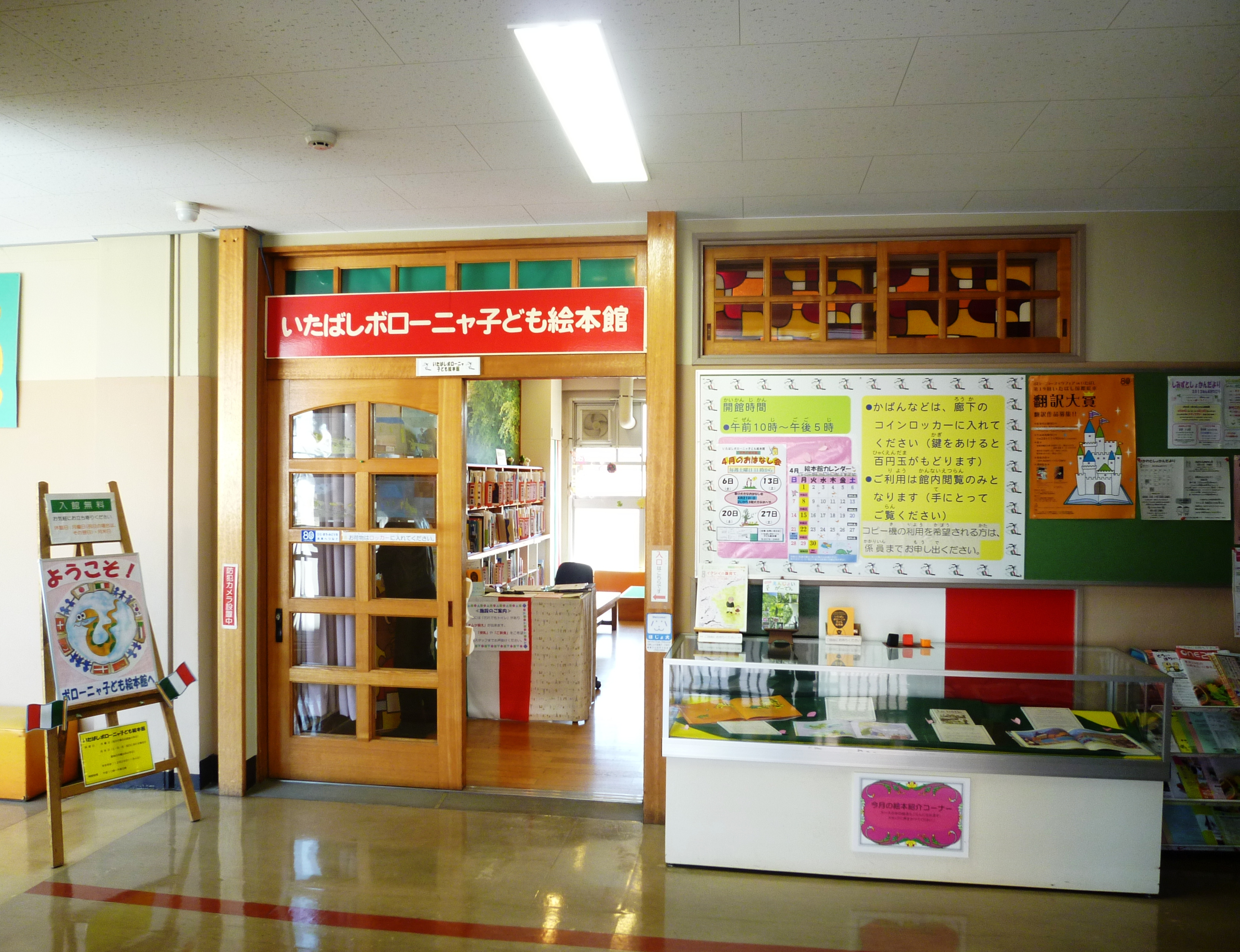
2004年から2021年まで旧板橋第三小学校校舎にあった、いたばしボローニャこども絵本館（2013年撮影）

- 板橋区公文書館：旧板橋区立板橋第三小学校校舎の一部を利用。
  - 同校校舎には2021年までいたばしボローニャ子ども絵本館もあった。
- 敬隣保育園
- みずほ銀行板橋支店：旧富士銀行板橋本町支店。
- 東京腎泌尿器センター大和病院

## その他

### 日本郵便
- 郵便番号 : 173-0001[3]（集配局 : 板橋郵便局[23]）。